# Renée van Laarhoven
Renée van Laarhoven (Nijmegen, 15 de outubro de 1997) é uma jogadora de hóquei sobre a grama neerlandesa.

## Carreira
Em 17 de novembro de 2018, van Laarhoven fez sua estreia pela seleção holandesa de hóquei em uma partida internacional contra o Japão durante o torneio Troféu dos Campeões em Changzhou, China. Com a seleção holandesa conquistou a 23ª edição do Troféu dos Campeões em 2018.
Nos Jogos Olímpicos de Verão de 2024, em Paris, conquistou a medalha de ouro no torneio feminino do hóquei sobre a grama, após vencer a final contra a equipe chinesa por pênaltis.